# Scelidosaurus harrisonii
Scelidosaurus harrisonii es la única especie conocida del género extinto Scelidosaurus (en griego "lagarto de una extremidad") de dinosaurio tireóforo scelidosáurido que vivió a principios del período Jurásico, hace aproximadamente entre 196 y 183 millones años, desde el Sinemuriense hasta el Pliensbachiense, en lo que hoy es Europa. Este género y los otros relacionados de ese momento vivían en el supercontinente Laurasia.
Después de los hallazgos iniciales en la década de 1850, el anatomista comparativo Sir Richard Owen describió a Scelidosaurus en 1859. Solo se considera válida una especie, S. harrisonii, sin embargo otras han sido propuestas a través de los años. Al ser uno de los tireofóros más primitivos, la ubicación exacta de Scelidosaurus  dentro del suborden ha sido un tema de debate por cerca de 150 años. Era un herbívoro cuadrúpedo, ligeramente acorazado que alcanzaba los 4 metros de largo. Era un animal en gran parte cuadrúpedo, que se alimentaba de plantas bajas y matorrales, cuyas partes eran mordidas por la cabeza pequeña y alargada para ser procesadas en los grandes intestinos. Scelidosaurus tenía una armadura ligera, protegido por largas filas horizontales de escudos ovalados con quillas que se extendían a lo largo del cuello, lomo y cola. Scelidosaurus ha sido llamado el primer dinosaurio completo, aunque lo mismo ha sido reclamado para Compsognathus..
Siendo uno de los tireóforos más antiguos conocidos y más "primitivos", la ubicación exacta de Scelidosaurus dentro de este grupo ha sido objeto de debate durante casi 150 años. Esto no fue ayudado por el limitado conocimiento adicional sobre la evolución temprana de los dinosaurios blindados. Hoy en día, la mayoría de la evidencia indica que Scelidosaurus es el taxón hermano de los dos clados principales de Thyreophora, Stegosauria y Ankylosauria.

## Descripción
Un Scelidosaurus totalmente crecido era más bien pequeño, comparado con la mayoría de otros dinosaurios, pero era una especie de tamaño mediano en el Jurásico temprano. Algunos científicos lo han estimado con una longitud de 4 metros. En 2010, Gregory S. Paul dio una longitud corporal de 3,8 metros (12,5 pies) y un peso de 270 kilogramos. Scelidosaurus era cuadrúpedo, con los miembros traseros considerablemente más largos que los delanteros. Pudo haberse levantado sobre sus patas traseras para hojear sobre el follaje de los árboles, pero sus pies delanteros eran tan grandes como sus pies traseros, indicando una postura sobre todo cuadrúpeda. Scelidosaurus tenía cuatro dedos en cada pie, siendo el dígito interior el más pequeño. Un sendero de las montañas Holy Cross de Polonia muestra un animal parecido a un Scelidosaurus caminando de manera bípeda, lo que sugiere que pudo haber sido más competente en el bipedalismo de lo que se pensaba anteriormente.

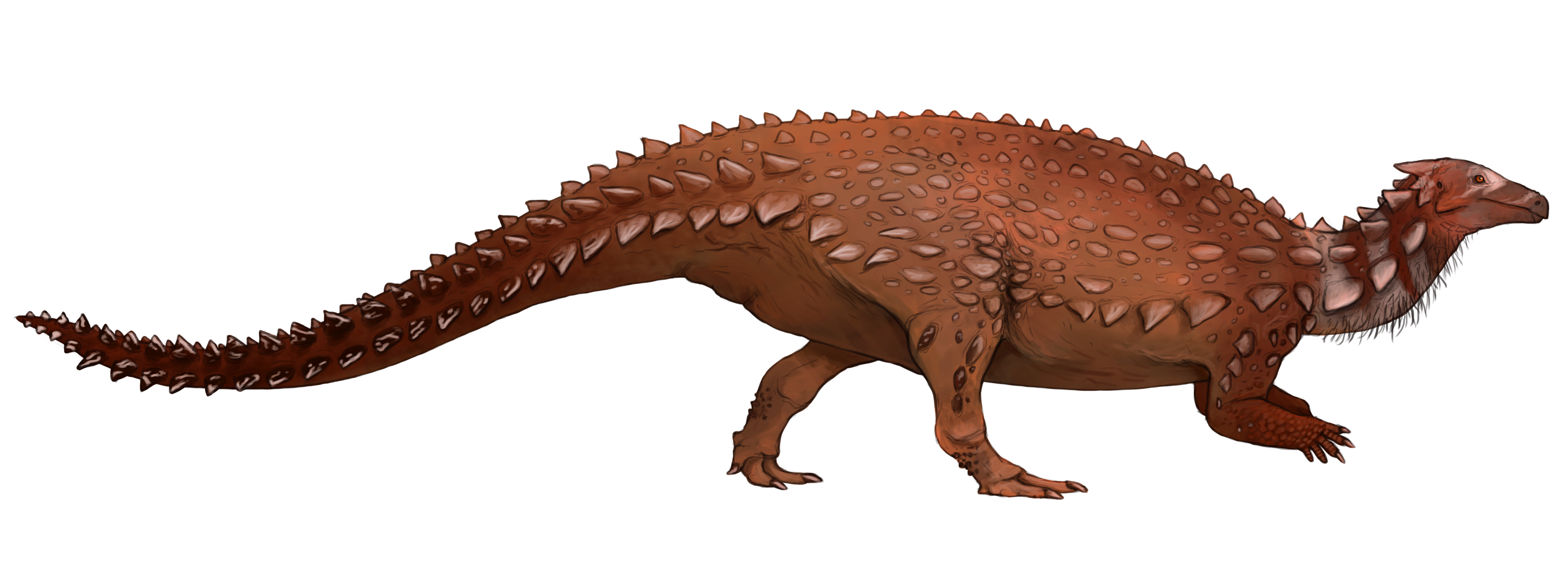
Reconstrucción de Scelidosaurus harrisonii por Jack Mayer

### Resgos distintivos
El primer diagnóstico moderno fue proporcionado por David Bruce Norman en 2020. En un primer artículo, Norman proporcionó autapomorfias, caracteres derivados únicos del cráneo. Los huesos frontales del hocico, los premaxilares, tienen una extensión áspera central común, que en la vida lleva un pequeño pico superior. El hueso nasal tiene en su parte superior exterior una faceta que toca el lado interior de la rama ascendente de la premaxila. La fenestra antorbitaria se presenta como una depresión en forma de frijol, su borde inferior formado por una cresta afilada. La cresta parietal central en el techo del cráneo está formada por dos crestas paralelas separadas por una estrecha depresión en la línea media. El techo de la cavidad nasal está formado por placas especiales sobre los vómitos, llamadas "epivómeros". El hueso epipterigoideo tiene la forma de una pequeña estructura vertical cónica cuya base se conecta al lado superior del hueso pterigoideo por medio de una superficie lateral plana. El basioccipital tiene grandes facetas oblicuas en los lados inferiores. El opistótico tiene un pedicelo expandido con facetas en su parte inferior. Los huesos epistiloides alargados se proyectan oblicuamente hacia la parte posterior y hacia abajo, desde la parte posterior del cráneo. Una pequeña estructura en forma de espolón en el borde superior del proceso paroccipital encierra la fenestra postemporal. La parte posterior del cráneo está fusionada en su borde superior con un par de grandes osteodermos curvos en forma de cuerno. La mandíbula inferior muestra solo una pequeña exostosis, limitada a la angular y sin un osteodermo adherido.

### Cráneo

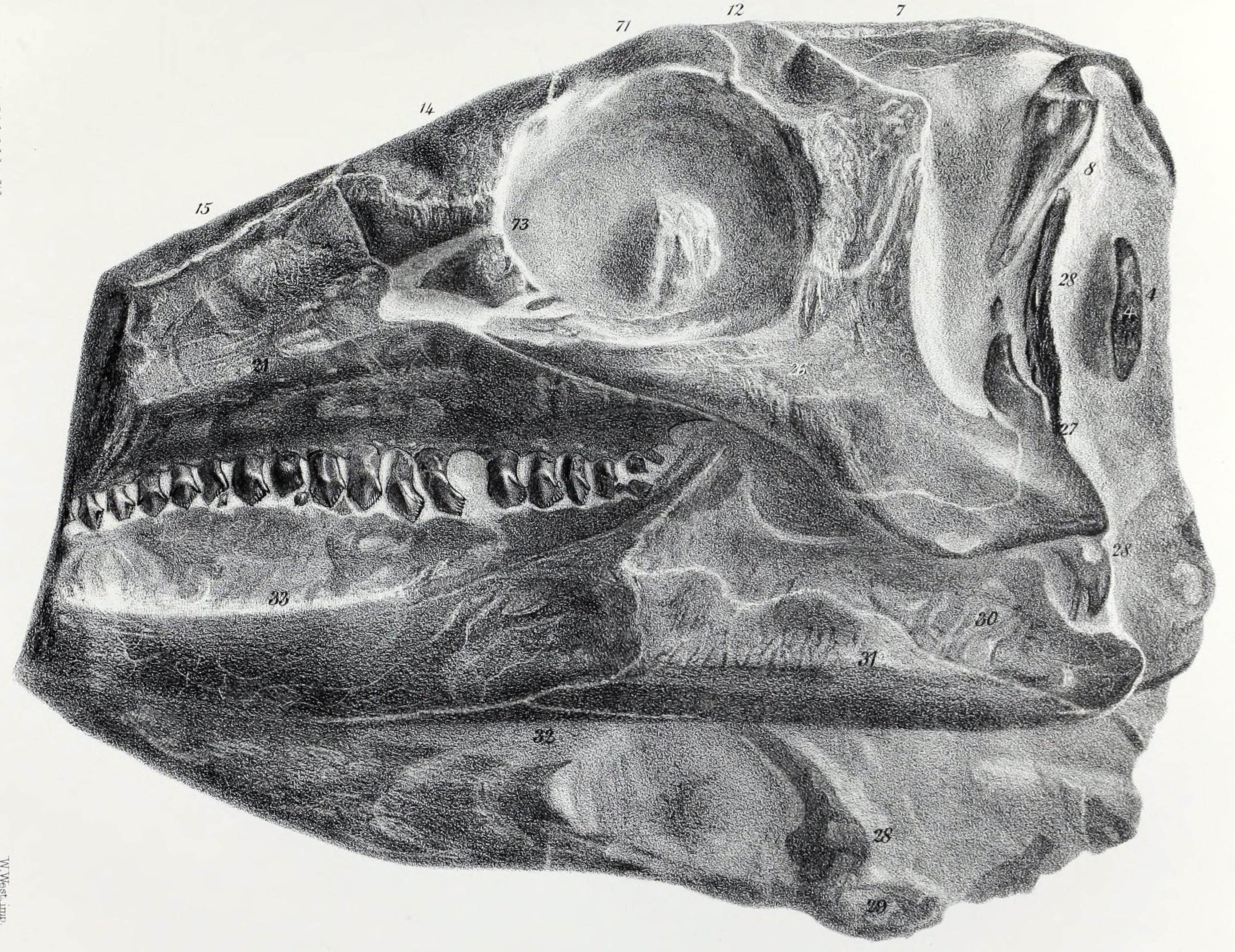
Dibujo de un cráneo parcial de Scelidosaurus por Richard Owen

A diferencia de los anquilosaurianos posteriores, el cráneo tenía una forma baja y triangular, más largo que ancho, similar al de los primeros ornitisquios. La cabeza de  Scelidosaurus era pequeña, y tenía un cuello que era más largo que el de la mayoría de los dinosaurios acorazados.
Como otros tireóforos, Scelidosaurus era herbívoro, con los dientes malares muy pequeños, foliformes convenientes para desmenuzar la vegetación. Se cree Scelidosaurus se alimentaba con sistema de en el que el alimento entre los dientes era machacado con un movimiento de arriba abajo simple de las quijadas. A diferencia de los anquilosaurianos posteriores, Scelidosaurus todavía tenía los cinco pares de fenestras , aberturas del cráneo, vista en ornitisquios primitivos, y sus dientes eran más foliformes que los dinosaurios acorazados posteriores.
La cabeza de Scelidosaurus era pequeña, de unos 20 centímetros de largo y alargada. El cráneo era bajo en la vista lateral y triangular en la vista superior, más largo que ancho, similar al de los ornitisquios anteriores. El hocico, formado en gran parte por los huesos nasales, era plano en la parte superior. Scelidosaurus todavía tenía los cinco pares de fenestras que se ven en los ornitisquios basales, además de las fosas nasales y las cuencas de los ojos que están presentes en todos los dinosaurios basales, la fenestra antorbitalws y las fenestras temporales superior e inferior no estaban cerradas o cubiertas, como ocurre con muchas formas blindadas posteriores. De hecho, las fenestras temporales superiores eran muy grandes y formaban orificios redondos visibles en la parte superior del cráneo posterior, que servían como áreas de unión para los poderosos músculos que cerraban las mandíbulas inferiores. La cuenca del ojo estaba ligeramente eclipsada en su parte frontal por un borde de la ceja que se ha visto como el hueso prefrontal. En 2020, Norman concluyó que se trataba de un hueso palpebral fusionado. Detrás de él, el borde superior de la cuenca del ojo estaba formado por el hueso supraorbitario. Un estudio de Susannah Maidmentea concluyó que los especímenes juveniles muestran que este hueso era una fusión de tres elementos, uno en el frente, el siguiente en la parte posterior y el tercero en el lado interno.

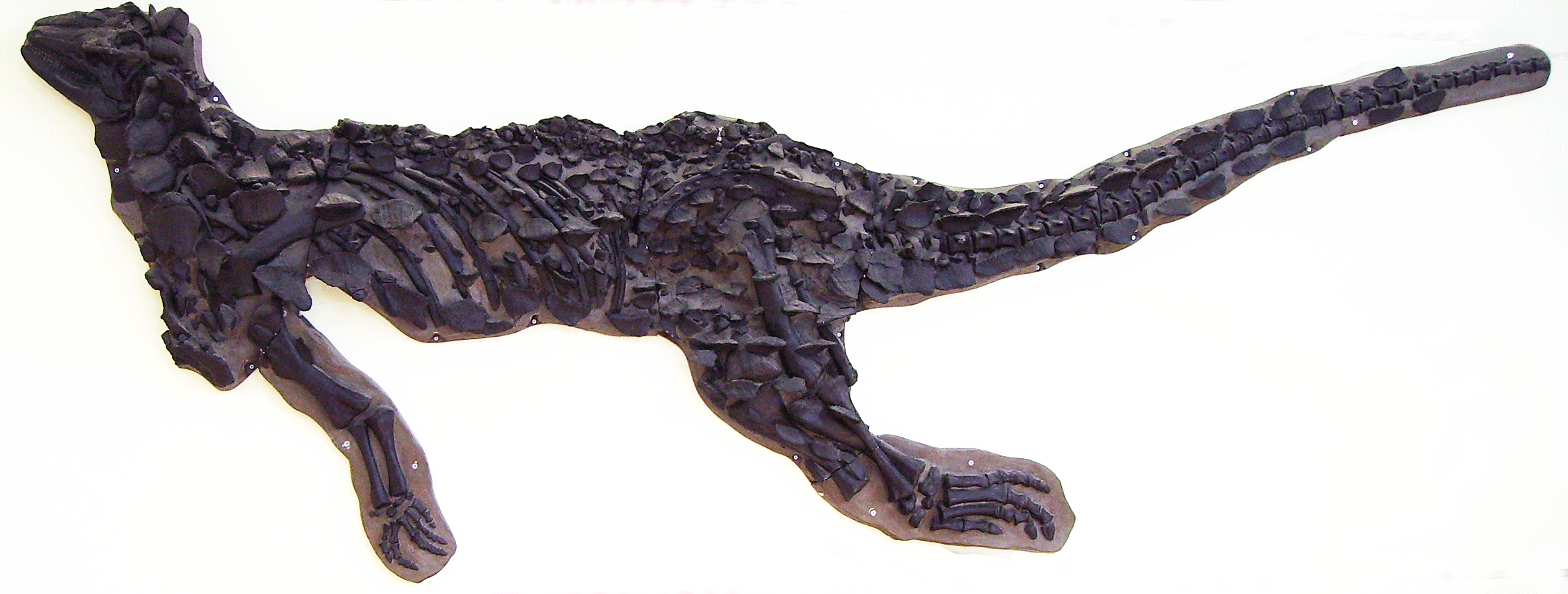
Esqueleto de Scelidosaurus

El premaxilar, el hueso que forma la punta del hocico, era corto y en el predentario, se ha encontrado el núcleo óseo del pico inferior en la punta de las robustas mandíbulas inferiores, por lo que el pico córneo que se supone presente en todos los ornitisquios probablemente fue muy pequeño. Sus dientes eran más largos y más triangulares en vista lateral que en los dinosaurios blindados posteriores. Había al menos cinco dientes en cada premaxilar, y al menos diecinueve en el maxilar y dieciséis en el dentario de la mandíbula inferior. Sin embargo, el número de dientes maxilares y dentarios se estableció con el cráneo incompleto de una de las primeras muestras encontradas. Los números reales podrían haber oscilado hasta unas dos docenas, quizás veintiséis para la mandíbula inferior. Los dientes premaxilares eran algo más largos y recurvados. Hacia atrás, se acercan gradualmente a la forma de los dientes superiores, comenzando a mostrar los dentículos . Las coronas de los dientes maxilares y dentarios tienen dentículos en sus bordes y una base hinchada.
Las ramas ascendentes de los pares de premaxilares formaron una muesca en los huesos nasales combinados, mientras que lo contrario era habitual en los ornitisquios. Los huesos frontales estaban cubiertos por un halo de finas crestas. Estos indican la presencia de placas queratinosas, como ocurre con las tortugas modernas . En la parte delantera de la caja del cráneo, orbitofenoides osificados en forma de hacha emparejados formó el piso de los lóbulos olfatorios del cerebro. El cráneo del neotipo fue dañado por un paleoictiólogo que resultó en el desprendimiento de placas triangulares del paladar. Estos elementos habían sido esbozados por Norman en los años setenta antes del incidente e interpretados como partes de los pterigoideos, pero en 2020 concluyó que eran huesos especiales que cubrían el techo de la cavidad nasal, a los que llamó los "epivómeros". No se conocen de ningún otro animal.

### Esqueleto postcraneal
La columna vertebral de Scelidosaurus contenía al menos 6 vértebras del cuello, 17 vértebras dorsales, 4 vértebras sacras y al menos 35 vértebras de la cola. Aunque quizás el total real de vértebras cervicales era tan alto como 7 u 8, el cuello era solo moderadamente largo. El torso era relativamente plano en la vista lateral, sin embargo, a pesar de que el vientre era ancho, no estaba extremadamente comprimido verticalmente como en los anquilosaurios, sino más alto que ancho. Las últimas tres vértebras dorsales no tenían costillas. Las espinas de las vértebras sacras se tocaron entre sí, pero no se fusionaron en una placa supraneural. La cola que se estrechaba rápidamente era relativamente corta, probablemente representando aproximadamente la mitad de la longitud del cuerpo. Los galones de la cola estaban fuertemente inclinados hacia atrás. El área de la cadera y la base de la cola estaban rígidas por una gran cantidad de tendones osificados.
La escápula era corta con un extremo superior moderadamente expandido. La coracoides era circular en vista lateral. Los elementos de la extremidad anterior eran generalmente moderadamente largos, rectos y robustos. La mano solo se conoce a partir de descubrimientos recientes y aún no se ha descrito. En la pelvis bastante ancha, el ilion estaba recto en vista lateral. Su hoja delantera tenía forma de varilla y estaba moderadamente extendida hacia el exterior, creando espacio para el vientre. Esto fue reforzado por las costillas sacras haciéndose más largas hacia el frente. Las costillas sacras eran más anchas en sus áreas de unión con el ilion, pero no estaban fusionadas en un yugo sacro. El pubis presentaba un prepubis corto. El eje del pubis era recto y corría paralelo a un eje de isquion recto que estaba aplanado transversalmente en su extremo inferior. El fémur estaba recto en la vista lateral, en la vista frontal estaba algo arqueado hacia el exterior. La cabeza del fémur no estaba separada de su cuerpo por un cuello real. Mientras que el trocánter mayor estaba aproximadamente al mismo nivel que la cabeza, el trocánter menor inferior estaba separado de ambos por una hendidura profunda. En su parte posterior, el eje medio del fémur presentaba un cuarto trocánter inclinado bien desarrollado, un proceso para la unión del músculo retractor de la cola, el musculus caudofemoralis longus. La parte inferior de la pierna era algo más corta que el fémur. La tibia tenía un extremo superior ancho, con un cresta cnemial que sobresale bien hacia el frente. El extremo inferior de la tibia también era robusto y giraba unos 70 ° en comparación con la parte superior, girando el pie con fuerza hacia el exterior. El pie era muy grande y ancho. El quinto metatarsiano (enlace roto disponible en Internet Archive; véase el historial, la primera versión y la última). era solo rudimentario, pero los otros cuatro eran robustos. Scelidosaurus tenía cuatro dedos grandes, siendo el dedo más interno el más pequeño. El cuarto metatarsiano era corto pero su dedo era largo y estaba construido para extenderse hacia el exterior del pie, para mejorar la estabilidad. Las garras eran planas, con forma de pezuña y curvadas hacia el interior.

### Armadura

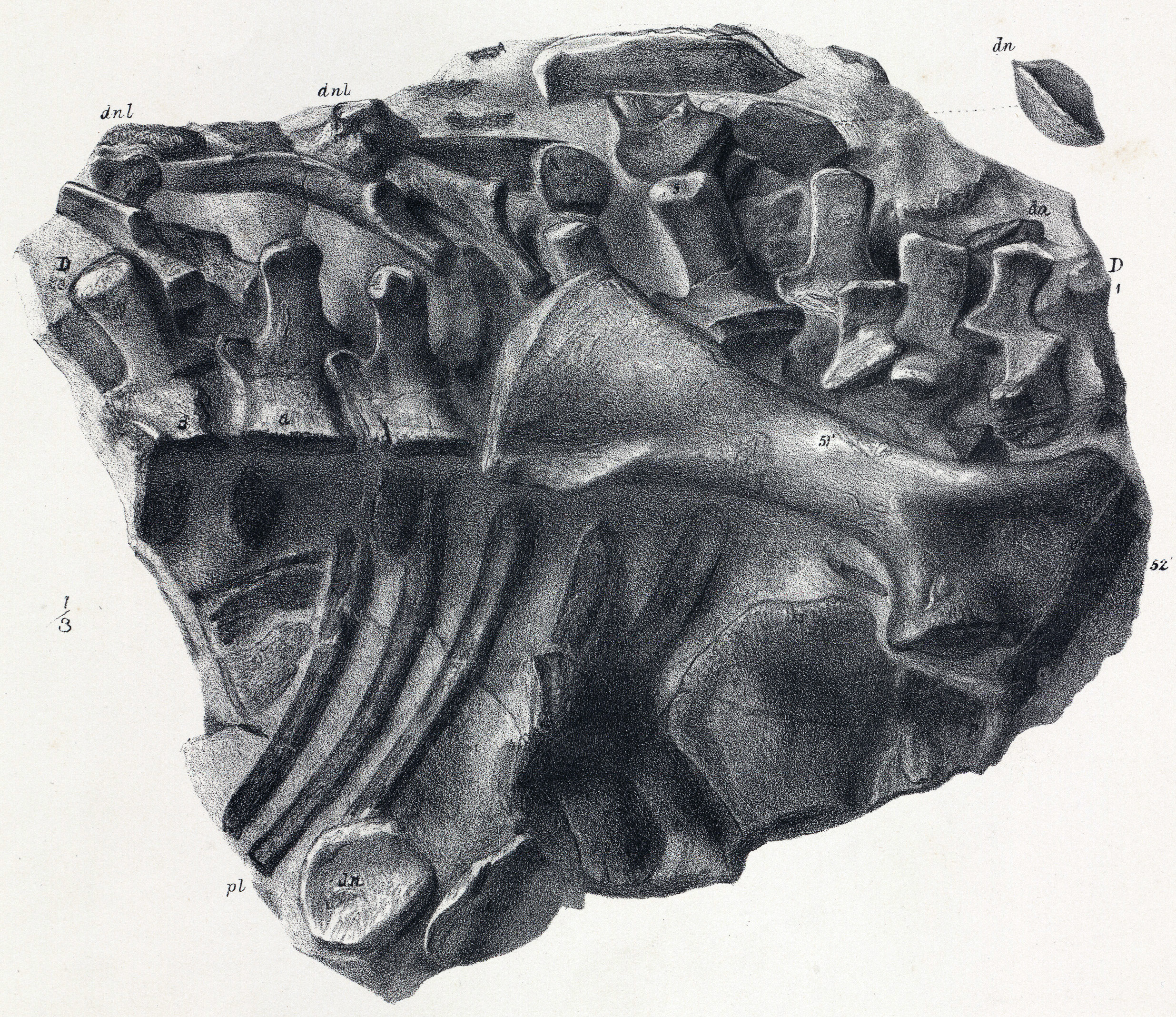
Tórax del espécimen neotipo.

La característica más obvia de Scelidosaurus es su armadura, que consiste de escudos óseos incrustados en la piel. Estos osteodermos se disponían en franjas paralelas a ambos lados del animal recorriendo desde el cuello a la cola. Los osteodermos también se encuentran en la piel de cocodrilos, armadillos y algunos lagartos. Estos osteodermos varían de tamaño y forma, la mayoría eran pequeñas placas palnas, pero escudos más gruesos también aparecieron. Los escudos estaban alineados en filas horizontales regulares bajando por el flanco del animal por el cuello, lomo y caderas, con escudos más pequeños dispuestos en los miembros y la cola. Los escudos laterales eran cónicos, a diferencia de los osteodermos afilados de Scutellosaurus, y se han utilizado para identificar el género. También tenía un par de escudos distintivos de tres puntas detrás de la cabeza. Comparado con anquilosaurianos posteriores, Scelidosaurus estaba pobremente protegido. Entre estas series principales, estaban presentes una o dos filas de escudos de quillas ovaladas más pequeñas. Había en total cuatro filas de escudos grandes en la cola, una en la línea media superior, una en la línea media de la parte inferior y una en cada lado de la cola. Si los escudos de la cola de la línea media continuaron sobre el torso y el cuello hacia el frente es desconocido y poco probable para el cuello, aunque Scelidosaurus a menudo se representa de esta manera.
El cuello tenía a cada lado dos filas de grandes escudos. Los osteodermos de la fila inferior del cuello eran muy grandes, planos y en forma de placa. Los primeros osteodermos de las filas superiores del cuello formaron un par de escudos únicos de tres puntas directamente detrás de la cabeza. Estos puntos parecen haber estado conectados por tendones a las apófisis articulares posteriores, las poszigapofisis, de la vértebra axis. En general, los escudos eran más grandes en la parte delantera del torso y los osteodermos disminuían hacia la parte posterior, especialmente en la superficie de los muslos. Los escudos redondos planos más pequeños podrían haber llenado el espacio entre las filas de osteodermos más grandes. Quizás había una fila de osteodermos verticales en la parte superior de los brazos. Comparado con los miembros de Ankylosauria, Scelidosaurus estaba ligeramente blindado, sin placas continuas, púas o escudo pélvico. Las áreas rugosas en el cráneo y la mandíbula inferior indican la presencia de osificaciones cutáneas.
Las impresiones fosilizadas de la piel también se han encontrado. Entre los escudos óseos, Scelidosaurus tenía escamas redondeadas similares a las de un monstruo de Gila. Entre los escudos grandes, muy pequeños gránulos planos de entre 5 a 10 milímetros de hueso estaban distribuidos dentro de la piel. En anquilosaurianos posteriores, estos pequeños escudos pudieron haberse convertido en escudos más grandes, fusionándose en la armadura de placa multi-osteodermal vista en géneros tales como Ankylosaurus. Algunos de los últimos especímenes encontrados muestran osteodermos parcialmente diferentes, incluidos escudos en los que la quilla se parece más a una espina. Estos especímenes también parecen tener pequeños cuernos en las esquinas posteriores de la cabeza, colocados en los huesos escamosos.

## Historia
Durante la década de 1850 James Harrison, el propietario de la cantera de Charmouth, West Dorset de Inglaterra, encontró fósiles de los acantilados de Black Ven entre Charmouth y Lyme Regis, que fueron extraídos, posiblemente como materia prima para la fabricación de cemento. Algunos de estos se los dio al coleccionista y cirujano general retirado Henry Norris. En 1858, Norris y Harrison enviaron algunos huesos fragmentarios de las extremidades al profesor Richard Owen del Museo Británico Historia Natural de Londres, hoy Museo de Historia Natural. Entre ellos se encontraba un fémur izquierdo, espécimen GSM 109560. En 1859, Owen nombró al género Scelidosaurus en una entrada sobre paleontología en la Encyclopædia Britannica. El texto del lema contenía un diagnóstico, lo que implicaba que el género tenía un nombre válido y no era un nomen nudum, a pesar de que la definición era vaga y no se identificaron especímenes. Owen tenía la intención de llamar al dinosaurio "saurio de patas traseras ", pero confundió la palabra griega σκέλος, skelos, " patas traseras ", con σκελίς, skelis, "costilla de ternera". El nombre se inspiró en el fuerte desarrollo de la pata trasera. Posteriormente Harrison envió una articulación de rodilla, una garra, GSM 109561, un ejemplar juvenil y un cráneo a Owen, que fueron descritos en 1861. En esa ocasión se nombró la especie tipo Scelidosaurus harrisonii, el nombre específico en honor a Harrison. Más tarde se reveló que el cráneo era parte de un esqueleto casi completo, que fue descrito por Owen en 1863.

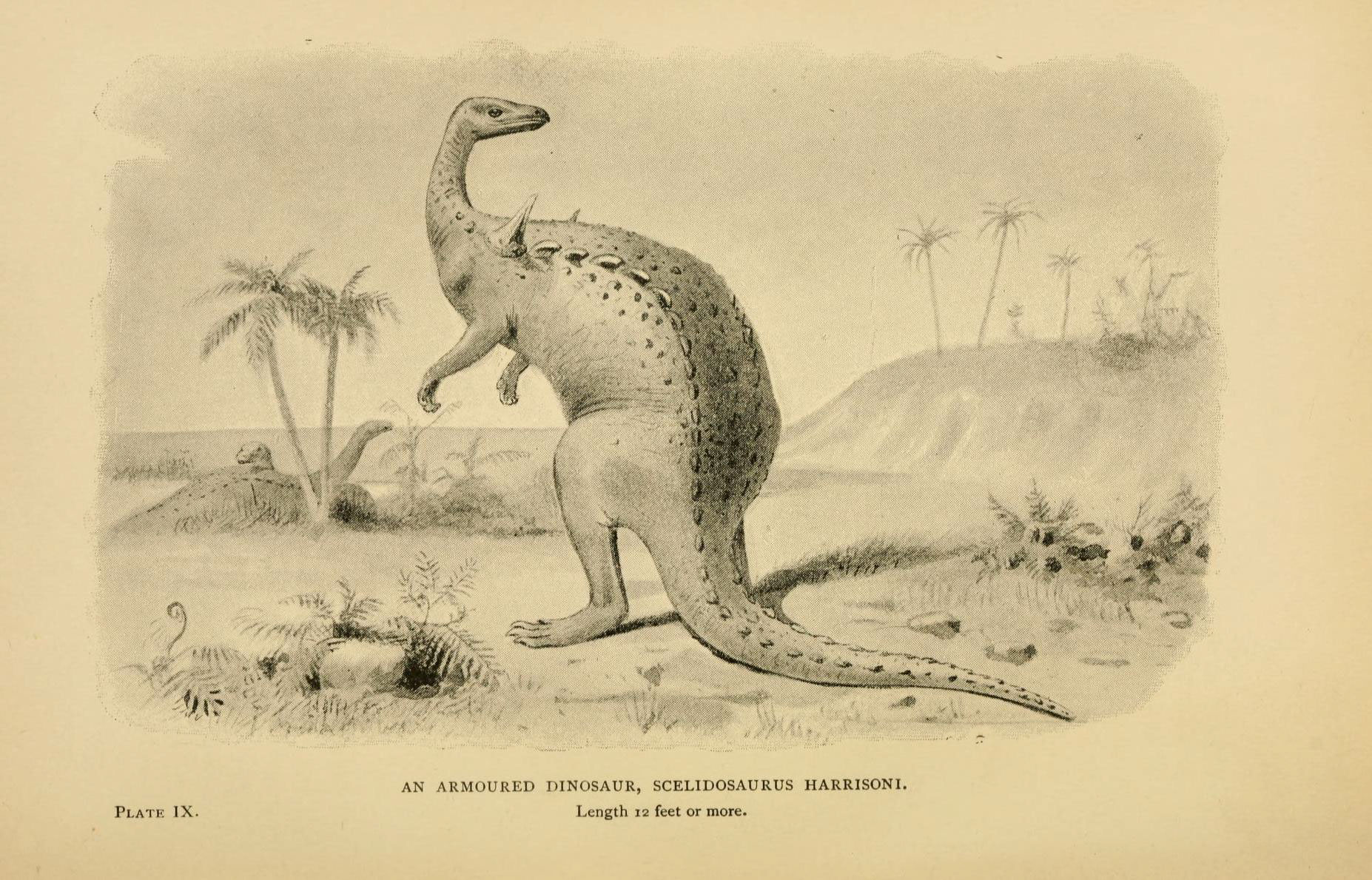
Una de las primeras visualizaciones del Scelidosaurus con postura bípeda.

El paleontólogo británico David Bruce Norman ha enfatizado lo notable que es que Owen, quien anteriormente había propuesto que los dinosaurios eran animales cuadrúpedos activos, descuidó en gran medida a Scelidosaurus, aunque podría servir como un excelente ejemplo de esta hipótesis y su fósil fue uno de los dinosaurios más completos encontrados. En ese tiempo. Norman explicó esto por la excesiva carga de trabajo de Owen en este período, incluidas varias funciones administrativas, polémicas con colegas científicos y el estudio de una gran cantidad de animales extintos recién descubiertos aún más interesantes, como el Archaeopteryx. [18] Norman también señaló que Owen en 1861 sugirió un estilo de vida para Scelidosaurus eso es muy diferente de las ideas actuales, habría sido un comedor de peces y parcialmente habitado por el mar.

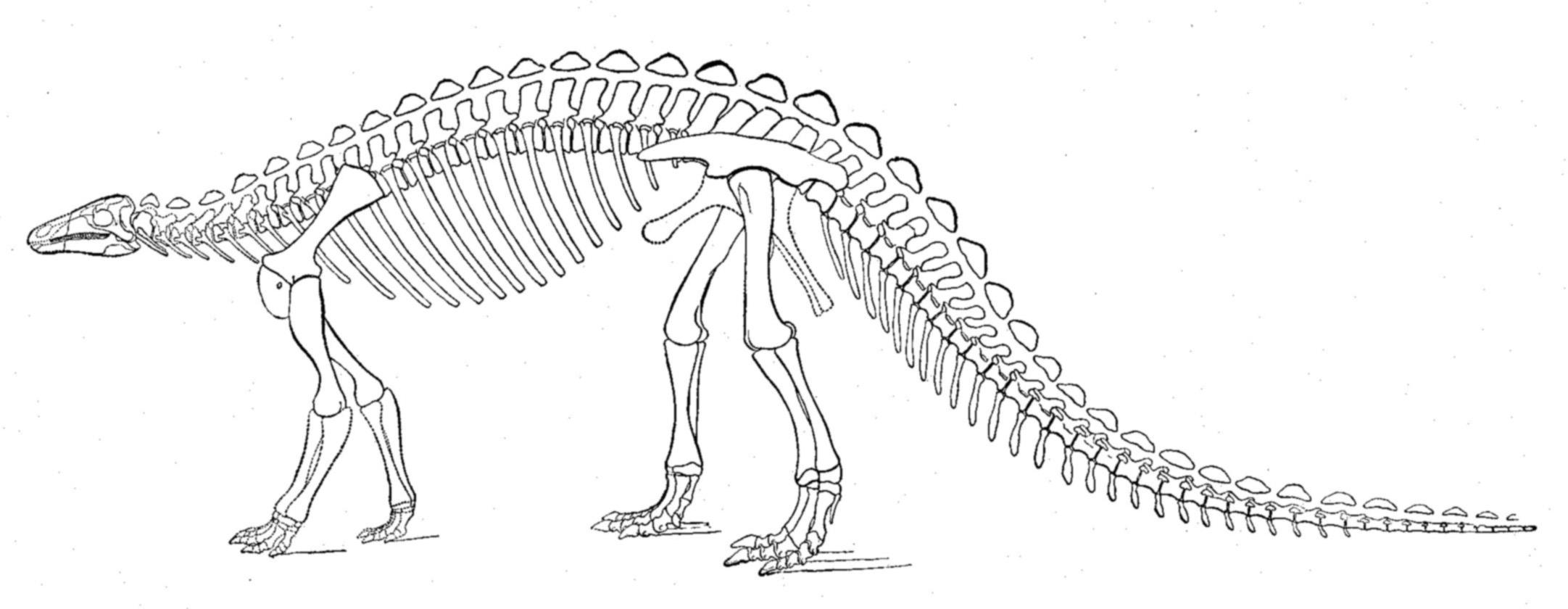
Restauración del esqueleto de Scelidosaurus harrisonii por O.C. Marsh.

Owen no había indicado un holotipo. En 1888, Richard Lydekker, al catalogar los fósiles del museo, designó algunos de los fragmentos de extremidades posteriores descritos en 1861, el espécimen BMNH 39496 que consta de una parte inferior de un fémur y una parte superior de la tibia y el peroné, formando juntos una articulación de la rodilla, como el espécimen tipo, eligiéndolos implícitamente como el lectotipo de Scelidosaurus. Lydekker no dio ninguna razón para esta elección, quizás lo motivó su mayor tamaño.  Desafortunadamente, mezclados con los fósiles de Scelidosaurus habían sido restos parciales de un dinosaurio terópodo y, por lo tanto, el fémur y la tibia pertenecían a ese carnívoro, cosa que no fue descubierto hasta 1968 por Bernard Newman. El mismo año, Newman sugirió que la selección de Lydekker de la articulación de la rodilla como lectotipo rescindiera oficialmente por la Comisión Internacional de Nomenclatura Zoológica, ya que en su opinión la articulación era de una especie relacionada con Megalosaurus . Finalmente, después de que Newman ya había muerto, Alan Jack Charig presentó una solicitud en 1992. En 1994, el ICZN reaccionó positivamente, en la Opinión 1788, y decidió que el cráneo y el esqueleto, el espécimen BMNH R.1111, sería el neotipo de Scelidosaurus. La articulación de la rodilla fue en 1995 por Samuel Welles y colegas asignado informalmente a un "Merosaurus", cuyo nombre aún no ha sido publicado válidamente. Es más probable que pertenezca a algún miembro de Coelophysoidea o Neoceratosauria. También ha sido establecido por Newman y confirmado por Roger Benson que el fémur izquierdo original, GSM 109560, pertenecía a un terópodo.
El esqueleto del neotipo había sido descubierto en Black Ven Marl o Woodstone Nodule Bed, depósitos marinos de la Formación Charmouth Mudstone, que data de la etapa Sinemuriense tardía, hace unos 191 millones de años.. Consiste en un esqueleto bastante completo con cráneo y mandíbula inferior. Solo faltan la punta del hocico, la base del cuello, las extremidades anteriores y el extremo de la cola. Se encontraron cientos de osteodermos en conexión con el esqueleto, muchos más o menos en su posición original. Desde la década de 1960 en adelante, este fósil fue preparado por Ronald Croucher utilizando baños de ácido para liberar los huesos de la matriz circundante, un método perfeccionado para los fósiles de Charmouth. En 1992, Charig informó que ya no se trataba de un solo bloque, pero murió antes de que se pudieran publicar los resultados. Norman, que tenía la intención de completar esta tarea, había revelado algunos detalles anatómicos nuevos en 2004. Aparte de estos, faltaba en gran medida una descripción moderna. En 2020, Norman publicó artículos sobre el cráneo y el postcráneo, teniendo también en cuenta hallazgos posteriores. Trascendió que los baños de ácido, a través de fugas, habían deteriorado gravemente la condición de los huesos, y un mal manejo adicional provocó roturas y desmoronamientos.

Aparte del neotipo, se conocen otros fósiles de Scelidosaurus. En 1888, Lydekker catalogó una gran cantidad de huesos individuales, principalmente elementos de extremidades y osteodermos, que habían sido adquiridos por el museo de la colección de Norris. Owen en 1861 describió un segundo esqueleto parcial de un animal juvenil, que luego se agregó a la colección de Elizabeth Philpot y hoy está registrado en el Museo Lyme Regis como espécimen LYMPH 1997.37.4-10. Como era relativamente grande, Owen especuló, en el contexto de su presunto estilo de vida marino, que Scelidosaurus podría haber sido ovovivíparo. El prepubis corto en este espécimen convenció a los científicos de que este proceso no representaba el cuerpo púbico principal como algunos habían pensado, quienes no habían podido creer que el pubis delgado, apuntando hacia atrás, con Ornithischia fuera homólogo al pubis apuntando hacia adelante mucho más grande hueso púbico en la mayoría de los grupos de reptiles. En tiempos más recientes, se han hecho nuevos descubrimientos en Charmouth, no a través de canteras comerciales, sino gracias a los esfuerzos de paleontólogos aficionados. En 1968 se describió un segundo esqueleto juvenil parcial, el espécimen BMNH R6704, que ya había sido reportado en 1959.  Encontrado por el geólogo James Frederick Jackson, 1894-1966, de Charmouth, es de una capa un poco más joven, el miembro Stonebarrow Marl que data de principios del Pliensbachiense, de unos 190 millones de años. En 1985 Simon Barnsley, David Costain y Peter Langham excavaron un esqueleto parcial que incluía un cráneo muy completo e impresiones de piel,  que se vendió al Museo de Bristol donde está registrado como el espécimen BRSMG CE12785. El espécimen CAMSMX.39256 es parte de la colección del Museo Sedgwick de Cambridge. Varios especímenes permanecen sin describir porque se encuentran en colecciones privadas. Estos incluyen un esqueleto de 3,1 metros de largo encontrado por David Sole en 2000, quizás el ejemplar de dinosaurio no aviar más completo jamás descubierto en las islas británicas. Ahora se conocen todos los elementos del esqueleto. Los hallazgos de Sole difieren del neotipo en los detalles de la armadura y podrían representar un taxón separado o reflejar un dimorfismo sexual. En 2020, Norman negó esto.

## Clasificación
Scelidosaurus fue colocado en el Dinosauria por Owen en 1861. En 1868/1869 Edward Drinker Cope propuso una familia Scelidosauridae en una conferencia doble, pero esto no se publicó hasta diciembre de 1871, por lo tanto, fue Thomas Henry Huxley quien nombró de forma válida a Scelidosauridae en 1869. En el siglo XIX, casi cualquier dinosaurio blindado conocido en ese momento se consideró miembro de los Scelidosauridae. A finales del siglo XX, el término se usó para un conjunto de ornitisquios "primitivos" cercanos a la ascendencia de anquilosaurianos y estegosaurianos, como Scutellosaurus, Emausaurus, Lusitanosaurus y Tatisaurus. Hoy en día, los paleontólogos suelen considerar a Scelidosauridae parafiléticos, por lo que no forman una rama o clado separados, sin embargo, Benton en 2004 enumera al grupo como monofilético. La familia fue resucitada por el paleontólogo chino Dong Zhiming en su descripción de 2001 de Bienosaurus , un tiróforo que comparte afinidades cercanas con Scelidosaurus.
Scelidosaurus era un ornitisquio. Fue el ornitisquio más antiguo conocido hasta la descripción de Geranosaurus en 1911. Durante el siglo XX, ha sido clasificado en diferentes momentos como anquilosauriano o estegosauriano. Alfred von Zittel en 1902, William Elgin Swinton en 1934 y Robert Appleby et al. en 1967 identificó al género como un estegosauriano, aunque este concepto abarcaba todas las formas blindadas. En un artículo de 1968, Romer argumentó que era un anquilosauriano. En 1977, Richard Thulborn de La Universidad de Queensland intentó reclasificar a Scelidosaurus como un ornitópodo similar a Tenontosaurus o Iguanodon. Thulborn argumentó que Scelidosaurus era un dinosaurio bípedo de complexión ligera y adaptado para correr. Las teorías de Thulborn de 1977 sobre el género han sido rechazadas desde entonces.
Este debate aún está en curso; en este momento, se considera que Scelidosaurus está más estrechamente relacionado con los anquilosaurianos que con los estegosáuridos y por extensión, un verdadero anquilosaurio, o basal de la división anquilosaurio-estegosaurio. La clasificación de los estegosaurianos ha caído en desgracia, pero se ve en los libros de dinosaurios más antiguos. Los análisis cladísticos han recuperado invariablemente una posición basal para Scelidosaurus , fuera del Eurypoda.
Restos de fósiles de tireóforos más basales que Scelidosaurus son escasos. El más primitivo,  Scutellosaurus, también se ha encontrado en Arizona, era un género temprano que era bípedo facultativo. Un rastro de icnitas de un posible dinosaurio acorazado temprano, de alrededor de 195 millones de años, se ha encontrado en Francia. Ancestros de estos primitivos tireóforos evolucionaron de ornitisquios primitivos similares a Lesothosaurus durante principios del Jurásico.

### Especies
Scelidosaurus harrisonii, nombrado y descrito por Owen, es actualmente la única especie reconocida, basada en varios esqueletos casi completos. Una segunda especie potencial de la Formación Lufeng Inferior del Sinemuriense, Scelidosaurus oehleri, fue descrita por David Jay Simmons en 1965 bajo su propio género, Tatisaurus. En 1996 Spencer G. Lucas lo trasladó a Scelidosaurus. Aunque los fósiles son fragmentarios, esta revaluación no ha sido aceptada, y S. oehleri se reconoce hoy una vez más como Tatisaurus.
En 1989, los escudos que se encontraron en la Formación Kayenta, Grupo del Cañón Glen del norte de Arizona, fueron por Kevin Padian referidos a un Scelidosaurus sp., Y se usaron para determinar que la edad de los estratos era de hace 199,6 a 196,5 millones de años. en una época en la que todavía se pensaba que Scelidosaurus harrisonii databa de principios del Sinemuriense. Estos escudos establecieron un vínculo geográfico entre el Grupo del Cañón Glen de Arizona y Europa, donde previamente se habían descubierto fósiles de Scelidosaurus. Científicos posteriores rechazaron la asignación a Scelidosaurus, ya que los escudos son diferentes en forma. En 2014, Roman Ulansky nombró una nueva especie, S. arizonenesis, basándose en estos especímenes. En 2016, Peter Malcolm Galton y Kenneth Carpenter lo identificaron como un dudoso, en lugar de eso, volvieron a colocar los especímenes como Thyreophora indet..
En 2000, David Martill et al. anunció la preservación de tejidos blandos en un espécimen referido a cf. Scelidosaurus sp., Es decir, una especie sin nombre para la cual una comparación con Scelidosaurus puede ser esclarecedora. El fósil, con número de inventario BRSMG CF2781, se encontraba a principios de la década de 1990, en un estado ya preparado, descubierto en el legado del difunto profesor John Challinor, que lo había utilizado para ilustrar sus conferencias. Se desconoce su procedencia. Consiste en una serie de ocho vértebras caudales en una losa cortada de lutita carbonatada, que se juzgó que data de las etapas tardía de Hettangiense a Sinemuriense. Partes del fósil se conservaron de tal manera que una envoltura de tejido blando conservado es visible alrededor de las vértebras y muestra la presencia de una capa epidérmica sobre los escudos. Los autores concluyeron que los osteodermos de todos los dinosaurios con armadura basal estaban cubiertos por una capa de piel dura, probablemente queratinosa.

### Filogenia
Este cladograma muestra la posición de Scelidosaurus según un estudio cladístico de 2011.

|              | Stegosauria                                                     |
|              |                                                                 |
| Ankylosauria | \| \| Ankylosauridae \| \| \| \| \| \| Nodosauridae \| \| \| \| |
|              | \| \| Ankylosauridae \| \| \| \| \| \| Nodosauridae \| \| \| \| |
|              | Ankylosauridae                                                  |
|              |                                                                 |
|              | Nodosauridae                                                    |
|              |                                                                 |

|  | Ankylosauridae |
|  |                |
|  | Nodosauridae   |
|  |                |

|              | Stegosauria                                                     |
|              |                                                                 |
| Ankylosauria | \| \| Ankylosauridae \| \| \| \| \| \| Nodosauridae \| \| \| \| |
|              | \| \| Ankylosauridae \| \| \| \| \| \| Nodosauridae \| \| \| \| |
|              | Ankylosauridae                                                  |
|              |                                                                 |
|              | Nodosauridae                                                    |
|              |                                                                 |

|  | Ankylosauridae |
|  |                |
|  | Nodosauridae   |
|  |                |

|              | Stegosauria                                                     |
|              |                                                                 |
| Ankylosauria | \| \| Ankylosauridae \| \| \| \| \| \| Nodosauridae \| \| \| \| |
|              | \| \| Ankylosauridae \| \| \| \| \| \| Nodosauridae \| \| \| \| |
|              | Ankylosauridae                                                  |
|              |                                                                 |
|              | Nodosauridae                                                    |
|              |                                                                 |

|  | Ankylosauridae |
|  |                |
|  | Nodosauridae   |
|  |                |

|              | Stegosauria                                                     |
|              |                                                                 |
| Ankylosauria | \| \| Ankylosauridae \| \| \| \| \| \| Nodosauridae \| \| \| \| |
|              | \| \| Ankylosauridae \| \| \| \| \| \| Nodosauridae \| \| \| \| |
|              | Ankylosauridae                                                  |
|              |                                                                 |
|              | Nodosauridae                                                    |
|              |                                                                 |

|  | Ankylosauridae |
|  |                |
|  | Nodosauridae   |
|  |                |

|              | Stegosauria                                                     |
|              |                                                                 |
| Ankylosauria | \| \| Ankylosauridae \| \| \| \| \| \| Nodosauridae \| \| \| \| |
|              | \| \| Ankylosauridae \| \| \| \| \| \| Nodosauridae \| \| \| \| |
|              | Ankylosauridae                                                  |
|              |                                                                 |
|              | Nodosauridae                                                    |
|              |                                                                 |

|  | Ankylosauridae |
|  |                |
|  | Nodosauridae   |
|  |                |

|              | Stegosauria                                                     |
|              |                                                                 |
| Ankylosauria | \| \| Ankylosauridae \| \| \| \| \| \| Nodosauridae \| \| \| \| |
|              | \| \| Ankylosauridae \| \| \| \| \| \| Nodosauridae \| \| \| \| |
|              | Ankylosauridae                                                  |
|              |                                                                 |
|              | Nodosauridae                                                    |
|              |                                                                 |

|  | Ankylosauridae |
|  |                |
|  | Nodosauridae   |
|  |                |

|              | Stegosauria                                                     |
|              |                                                                 |
| Ankylosauria | \| \| Ankylosauridae \| \| \| \| \| \| Nodosauridae \| \| \| \| |
|              | \| \| Ankylosauridae \| \| \| \| \| \| Nodosauridae \| \| \| \| |
|              | Ankylosauridae                                                  |
|              |                                                                 |
|              | Nodosauridae                                                    |
|              |                                                                 |

|  | Ankylosauridae |
|  |                |
|  | Nodosauridae   |
|  |                |

|              | Stegosauria                                                     |
|              |                                                                 |
| Ankylosauria | \| \| Ankylosauridae \| \| \| \| \| \| Nodosauridae \| \| \| \| |
|              | \| \| Ankylosauridae \| \| \| \| \| \| Nodosauridae \| \| \| \| |
|              | Ankylosauridae                                                  |
|              |                                                                 |
|              | Nodosauridae                                                    |
|              |                                                                 |

|  | Ankylosauridae |
|  |                |
|  | Nodosauridae   |
|  |                |

## Paleobiología

### Dieta
Como la mayoría de los otros tiróforos, se sabe que Scelidosaurus es herbívoro. Sin embargo, mientras que algunos grupos de ornitisquios posteriores poseían dientes capaces de triturar material vegetal, Scelidosaurus tenía dientes en forma de hoja más pequeños y menos complejos, adecuados para cortar vegetación y mandíbulas capaces solo de movimiento vertical, debido a una articulación de la mandíbula corta. Paul Barrett concluyó que Scelidosaurus se alimentado con un sistema de punción-aplastamiento de acción de diente a diente, con un movimiento de mandíbula hacia arriba y hacia abajo preciso pero simple, en el que la comida se tritura entre el lado interno de los dientes superiores y el lado externo de los dientes inferiores, sin que los dientes se toquen realmente entre sí, como lo muestran las facetas de desgaste verticales muy largas solo en los dientes inferiores. En este aspecto, se parecía a los estegosáuridos , que también tenían dientes primitivos y mandíbulas simples. Su dieta habría consistido en helechos o coníferas ya que los pastos no evolucionaron hasta finales del período Cretácico , después de que Scelidosaurus se extinguiera hace mucho tiempo.
Otra similitud con los estegosáuridos es la cabeza estrecha, lo que podría indicar una dieta selectiva que consiste en forrajes de alta calidad. Sin embargo, Barrett señaló que para un animal del tamaño de Scelidosaurus, con un intestino grande que permite una fermentación eficiente, la ingesta de alimentos fácilmente digeribles de alto valor energético era menos importante que con animales más pequeños, que a menudo dependen críticamente de él. Norman llegó a la conclusión de que Scelidosaurus se alimentaba de vegetación matorral baja, con una altura de hasta 1 metro. Elevándose solo sobre sus patas traseras, podría haber aumentado verticalmente la envoltura de alimentación y tal vez fuera anatómicamente posible, pero Norman dudaba que fuera una parte relevante de su comportamiento.

## En la cultura popular

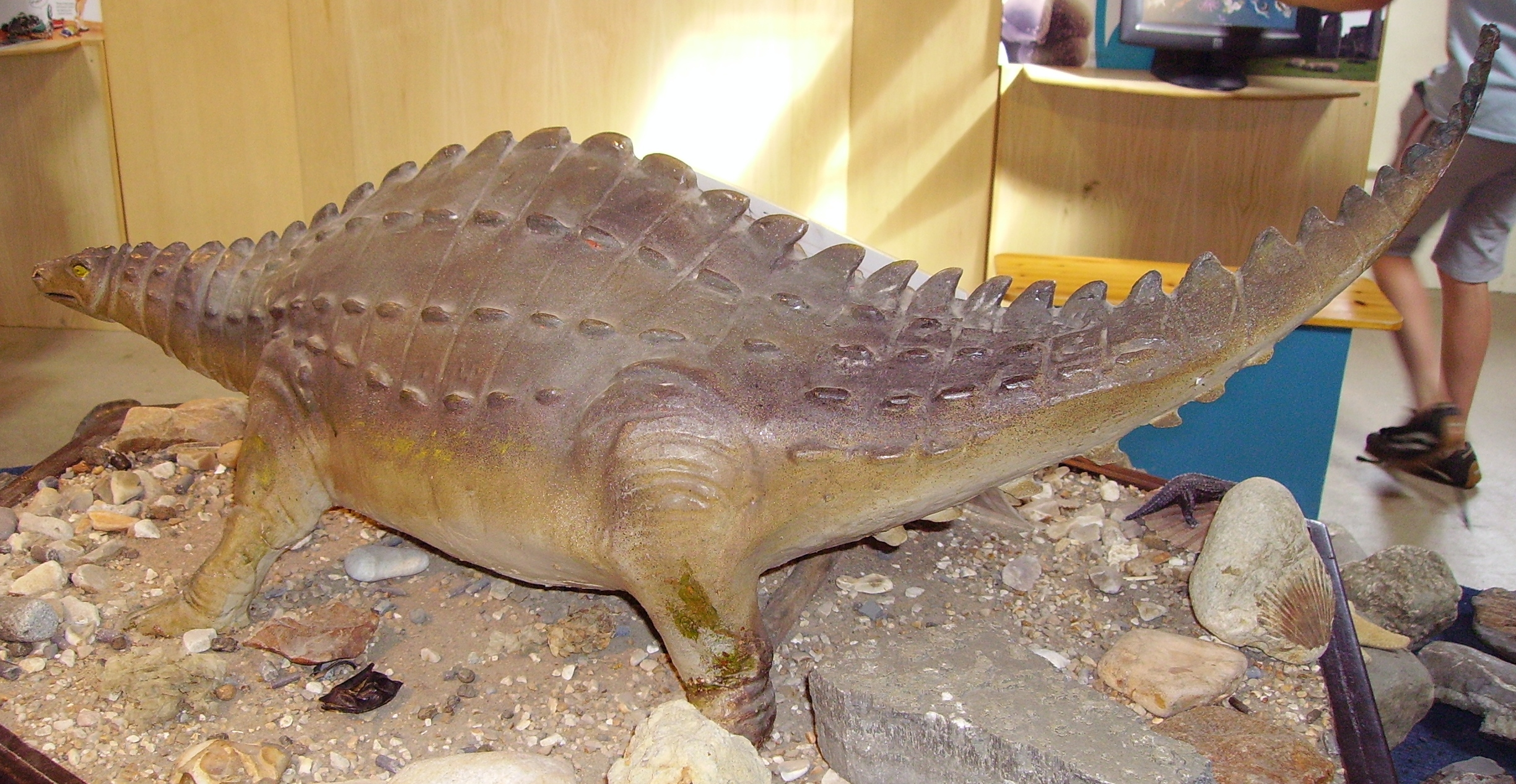
Modelo de Scelidosaurus harrisonii en el Centro de la costa de la herencia de Charmouth.

Aunque Scelidosaurus no es tan bien conocido como sus parientes más famosos,  Ankylosaurus o Stegosaurus, el género ha aparecido con poca frecuencia en la cultura popular. Una de esas apariciones es en el videojuego Jurassic Park III: Park Builder, donde el jugador controla un zoológico de dinosaurios, donde está incluido Scelidosaurus. Este dinosaurio es uno de los que se exhiben en Centro de la costa de la herencia de Charmouth in Charmouth, Inglaterra. El centro contiene un modelo y un molde de Scelidosaurus, cuyos fósiles fueron recogidos en el área. El programa de televisión infantil Harry y su cubo de dinosaurios ofrece un  Scelidosaurus nombrado Sid como uno de los amigos dinosaurios de Harry.